# Théorème B
 (mars 2025).
 (mars 2025).
Le théorème B est un résultat mathématique de la théorie des groupes finis anciennement connu sous le nom de conjecture B.
Le théorème énonce que si {\displaystyle C} est le centralisateur d’une involution d’un groupe fini, alors toute composante de {\displaystyle C/O(C)} est l'image d'un composant de {\displaystyle C}.